# Behaim von Schwarzbach auf Kirchensittenbach

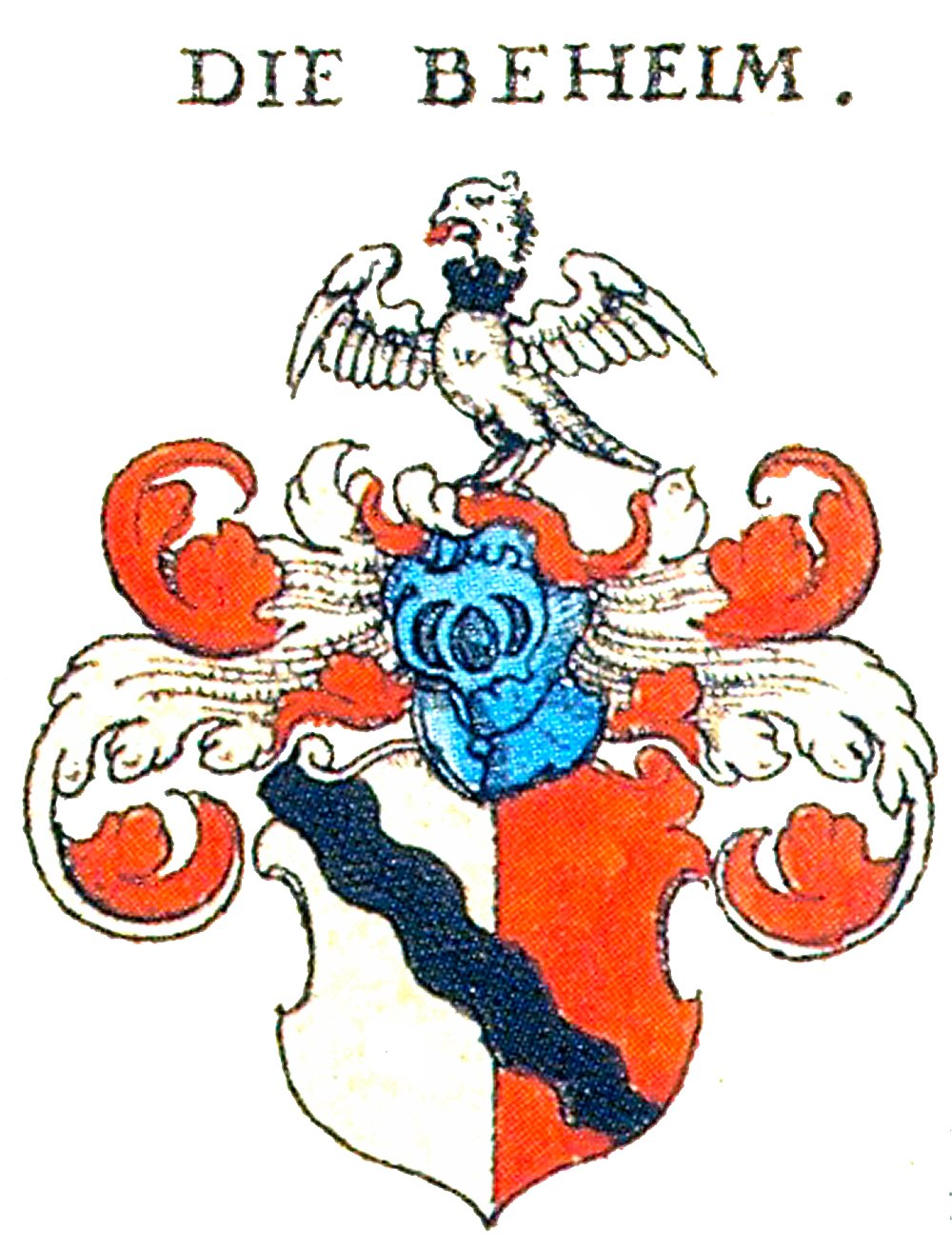
Familienwappen derer von Behaim, nach Johann Siebmachers Wappenbuch

Die Behaim von Schwarzbach auf Kirchensittenbach (auch: Beheim, historisch gelegentlich Behem, Pöheim, Beheym) waren eine der ältesten Patrizierfamilien der Freien Reichsstadt Nürnberg, erstmals urkundlich erwähnt im Jahr 1285. Die Behaim waren ab 1319/23, mit kurzen Unterbrechungen, bis zum Ende der reichsstädtischen Zeit im Jahre 1806 im Inneren Rat vertreten und gehörten nach dem Tanzstatut von 1521 zu den zwanzig alten ratsfähigen Geschlechtern. 1942 sind sie erloschen.

## Geschichte

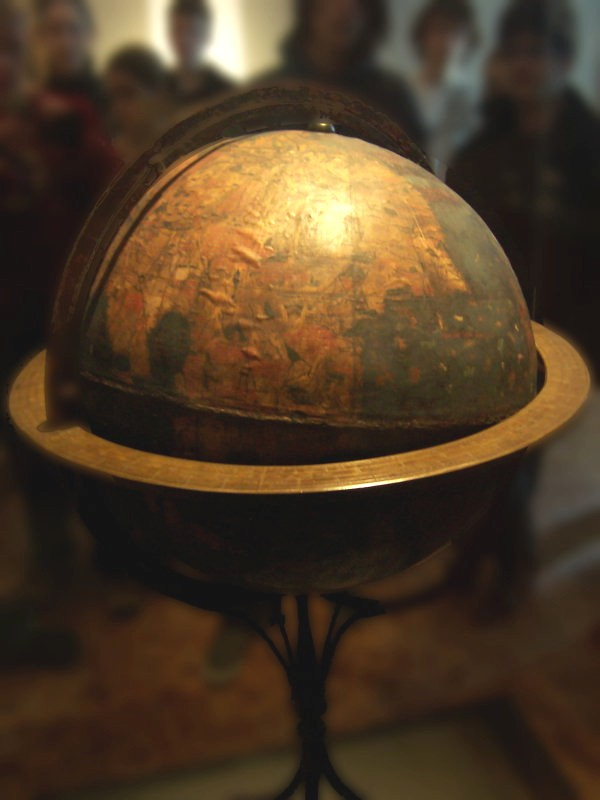
Martin Behaims Erdapfel (um 1492)

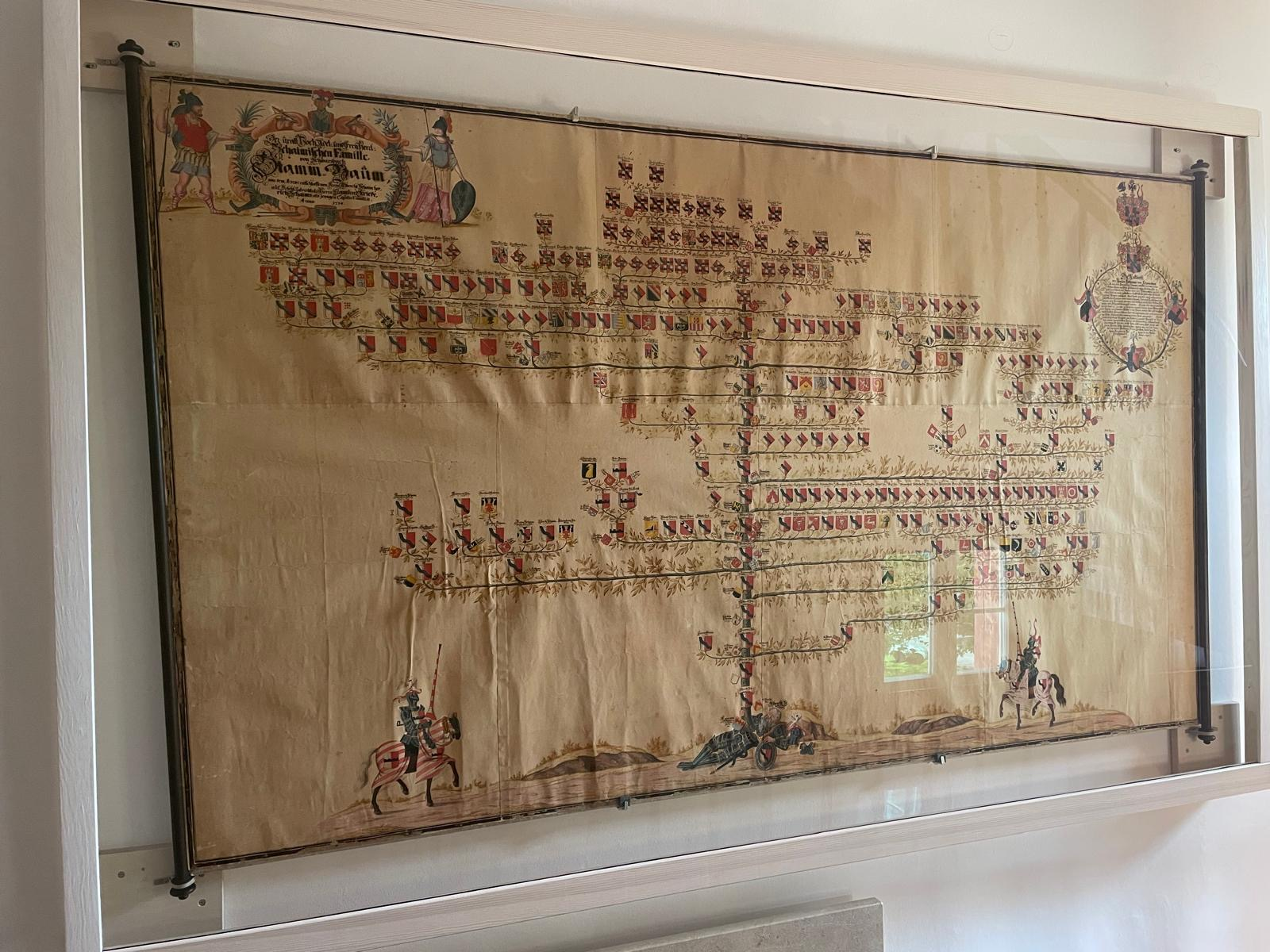
Stammbaum der Familie Behaim von 1734, Naturkundliches Heimatmuseum Pommelsbrunn

Die genaue Herkunft der Behaim ist unklar, aber sie sollen aus der Umgebung von Pilsen in Böhmen stammen. Die ersten Namensträger lassen sich spätestens ab 1285 in Nürnberg nachweisen. Ab 1319/23 waren sie im regierenden Inneren Rat der Reichsstadt vertreten und gehörten damit zum Nürnberger Patriziat.
Die Behaim waren, wie viele andere Patrizierfamilien, europäische Fernhändler. Sie trieben Großhandel mit Roherzeugnissen und verarbeiteten Stoffen. Bereits um 1370 ist die Handelsgesellschaft Grundherr-Behaim belegt. Sie engagierten sich auch als Montanunternehmer im Bergbau in Salzburg, Tirol, Oberösterreich und Böhmen. Im 14. und 15. Jahrhundert zählten sie zu den bedeutendsten patrizischen Handelshäusern. Ihre bevorzugten Nürnberger Handelspartner waren im 15. Jahrhundert die Hirschvogel und die Stromer (Stromersche Handelsgesellschaft). Im 16. Jahrhundert engagierten sich die Behaim, insbesondere Paulus II. Behaim (1557–1621), neben den Sitzinger, Legrand und den Holzschuhern in den Revieren Salzburgs, Tirols (Kitzbühel), Kärntens, der Steiermark (Schladming, Öblarn) und Böhmens (Graslitz).
Der bekannteste Vertreter des Geschlechts war der Seefahrer Martin Behaim II. Die von ihm abstammende Linie der Behaim ist bereits Ende des 16. Jahrhunderts erloschen.
In der Sebaldskirche befindet sich als Wandmalerei ein monumentaler Stammbaum der Familie Behaim. Er ist aufgeteilt in zwei Bereiche, links der Abschnitt von 1187 bis 1418, rechts von 1449 bis 1603.
Ein weiterer Stammbaum von 1734 (1,4 m × 2,2 m, Büttenpapier auf Leinen) ist im Naturkundlichen Heimatmuseum Pommelsbrunn zu sehen.
Christoph Jakob Behaim und sein Bruder bekamen 1681 von Kaiser Leopold I. das Prädikat von Schwarzbach verliehen und wurden in den erblichen Reichsfreiherrenstand erhoben.
Nach dem Aussterben der Tetzel im Jahr 1736 wurden die Behaim zu Stiftungsverwaltern der Jobst Friedrich Tetzelschen Familienstiftung, einer traditionellen Vorschickung nach Nürnberger Erbrecht, und erhielten dadurch den Nießbrauch am Schlossgut Kirchensittenbach; seither nannten sie sich von Schwarzbach auf Kirchensittenbach.
Nach der Übernahme der Reichsstadt durch das Königreich Bayern wurde ihr Adelstitel 1809 bestätigt, sie wurden als Freiherren dem bayerischen Adel immatrikuliert. Mit Wilhelm Freiherr Behaim von Schwarzbach auf Kirchensittenbach starb die Familie 1942 in männlicher Linie aus.

## Ehemalige Besitzungen
- 1382–vor 1397 Zeidelmuttergut Birnthon
- 1497–1532 Scheurlsches Schloss in Fischbach bei Nürnberg
- nach 1512 das zuvor Rietersche Haus am Hauptmarkt 6/8 (auch Haus zur ersten Bitte genannt), zerstört im Zweiten Weltkrieg
- 1518–1595 Herrensitz Weiherhaus (Nürnberg) bei Pillenreuth (1552 zerstört, danach wiederaufgebaut)
- 1529–1556 Schloss Grünsberg
- 1555–1570 der Hirsvogelsaal[3]
- 1603–1811 Besitzungen und Grundherrschaft in Rednitzhembach (Familienwappen der Behaim im Gemeindewappen)
- 1668–1699 Herrensitz Tennenlohe
- 1780–1942 Tetzelschloss in Kirchensittenbach (als Administratoren der Tetzelschen Familienstiftung)
- 1773–1898 Herrensitz Rechenberg (Nürnberg), Äußere Sulzbacher Straße (von 1859 bis 1872 vermietet an Ludwig Feuerbach)
- ? – 1967 Wintersitz Pommelsbrunn
- ? – ? Grundbesitz in Eibach (Nürnberg)
- ? – ? Grundbesitz in Leyh (mit Patrimonialgericht)

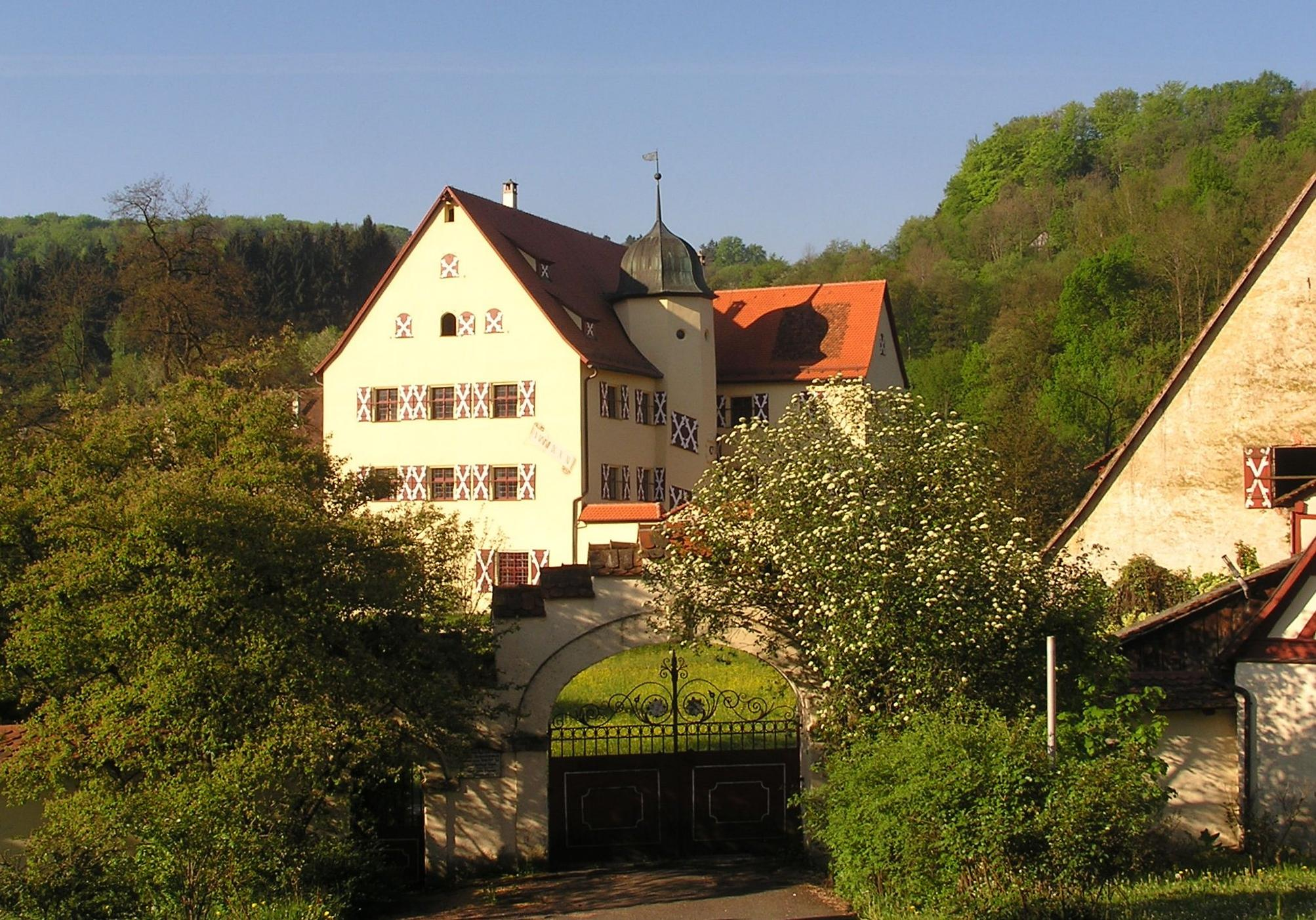
Tetzelschloss in Kirchensittenbach
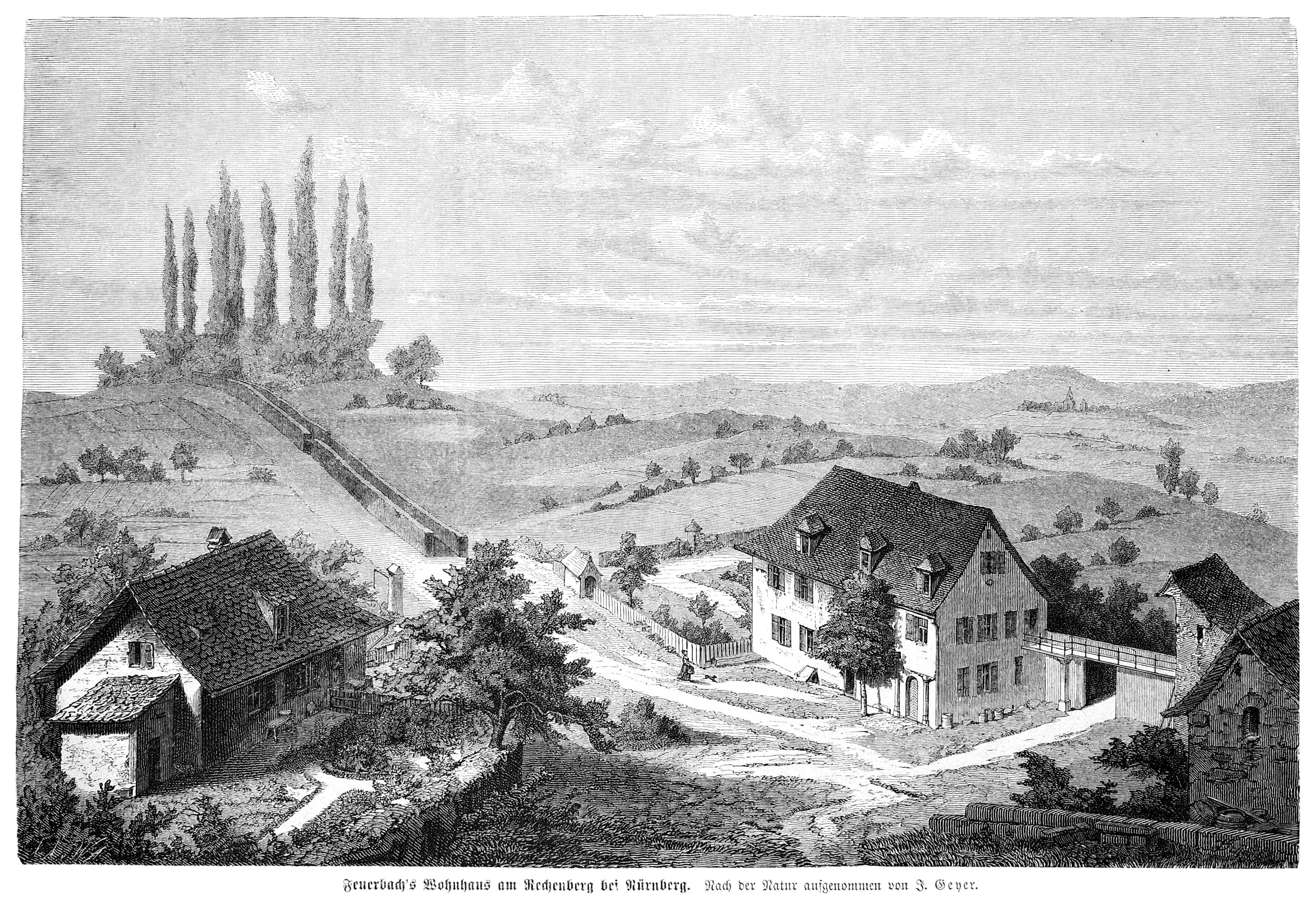
Herrenhaus in Rechenberg (Nürnberg)

## Bekannte Familienmitglieder

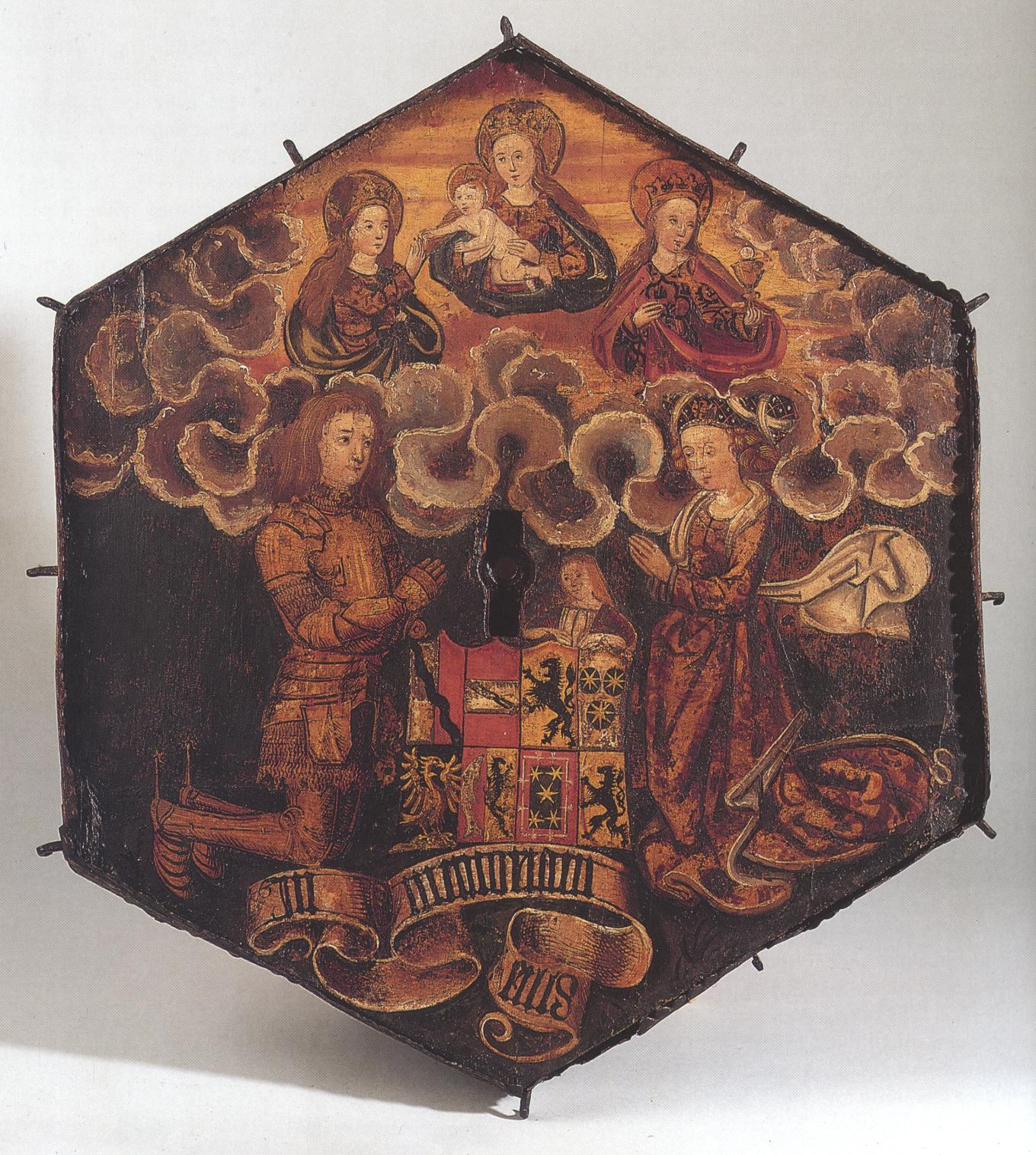
Martin II. Behaim (1459–1507), Kaufmann und Seefahrer, mit seiner Frau Joana de Macedo auf einer Gedenkplatte

- Albrecht Behaim (* ?; † ?), Handelsherr, Ratsherr, Bürgermeister 1332–1342
- Michael Behaim (* 1398; † 1449), Handelsherr[4]
- Martin I. Behaim (* 1430; † 1475), Vater von Martin Behaim II.
- Martin Behaim (Martin II.) (* 1459; † 1507), Kaufmann, Kosmograph, Seefahrer / Nautiker, Geograph, portugiesischer Ritter und Anreger des ältesten erhaltenen Globus
- Michael Behaim (* 1459; † 1511), Handelsherr, Ratsherr und Baumeister
- Paulus I. Behaim (* 1519; † 1568), Ratsherr, Vorstand der Kriegsstube, Nürnberger Abgesandter beim Naumburger Fürstentag von 1561[5]
- Paulus II. Behaim (* 1557; † 1621), Mitglied im Inneren Rat, vorderster Losunger (Verwalter der städtischen Steuern[6]) und Reichsschultheiß von Nürnberg, Mitbegründer der Musikalischen Gesellschaft von 1588
- Lukas Friedrich B (* 1587; † 1648), begleitete die Reichsinsignien zur Krönung von Kaiser Matthias nach Frankfurt am Main. Mitglied im Inneren Rat und Kirchenpfleger, Nürnberger Musikherr
- Georg Friedrich Behaim von Schwarzbach (1616–1681), Ratsherr, Kurator der Universität Altdorf
- Freiherr Sigmund Friedrich Behaim von Schwarzbach (* 1686; † 1746), Mitglied im Inneren Rat, Kriegsherr und Nürnberger Gesandter bei den Krönungen der Kaiser Karl VII. und Franz I. Stephan.

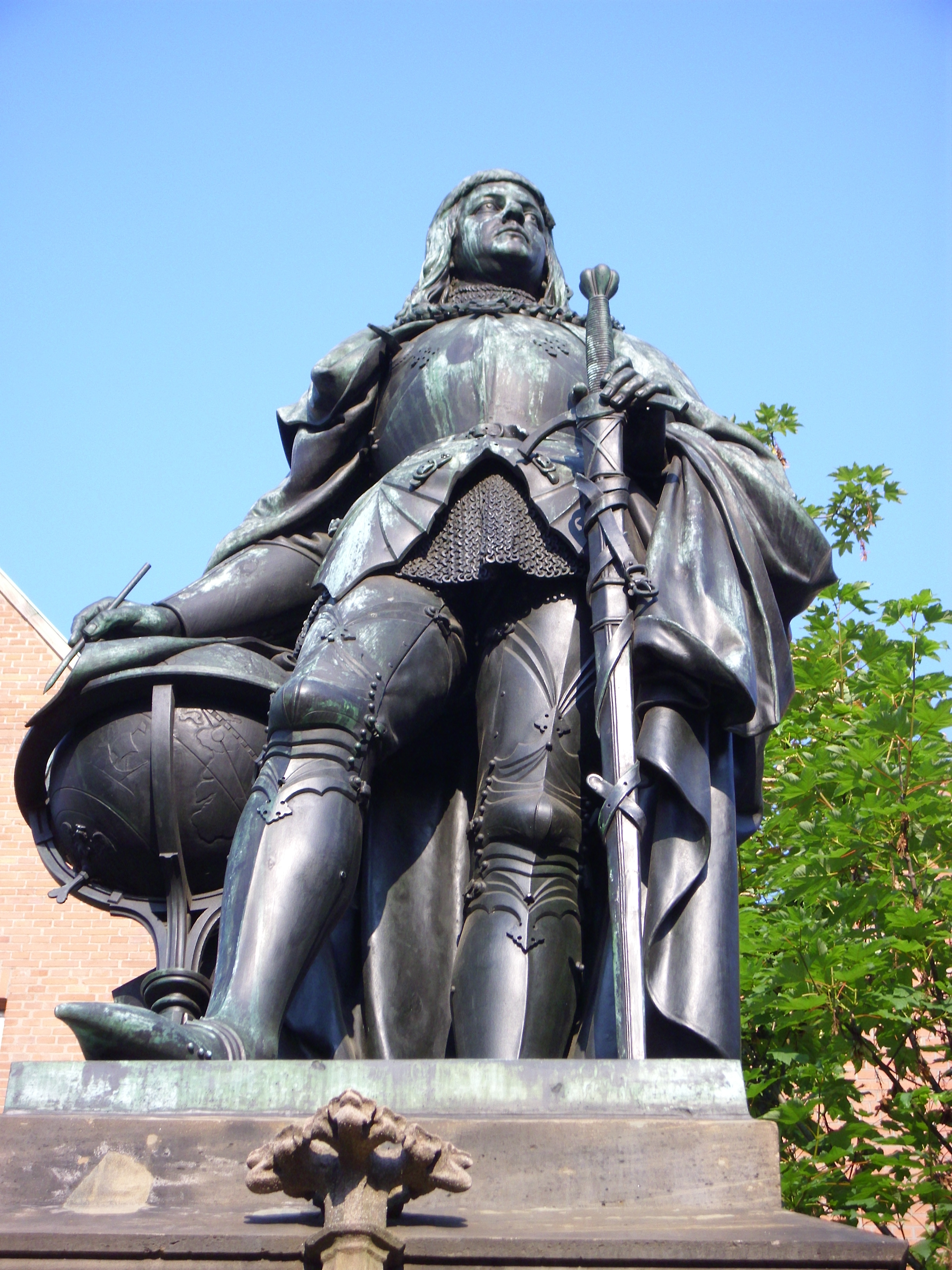
Martin-Behaim-Denkmal, Nürnberger Theresienplatz
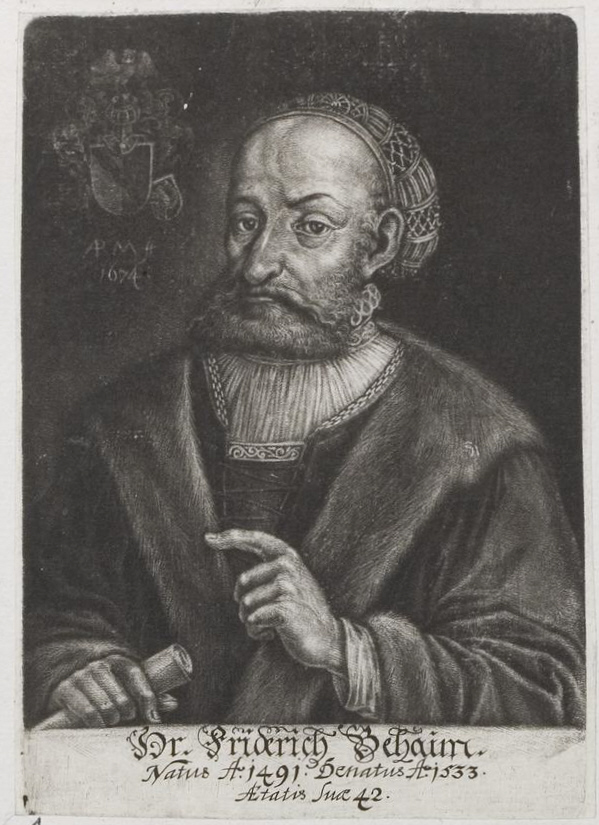
Friedrich Behaim (1491–1533), Ratsherr
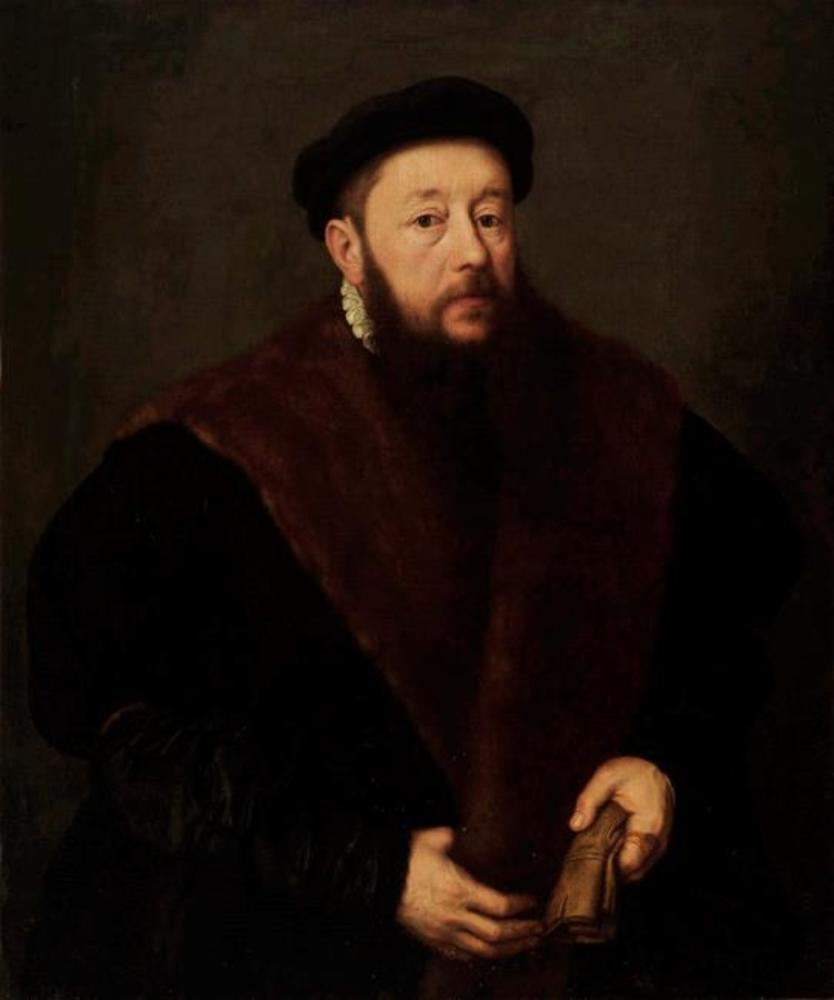
Paulus I. Behaim (1519–1568), Ratsherr (von Nicolas Neufchatel)
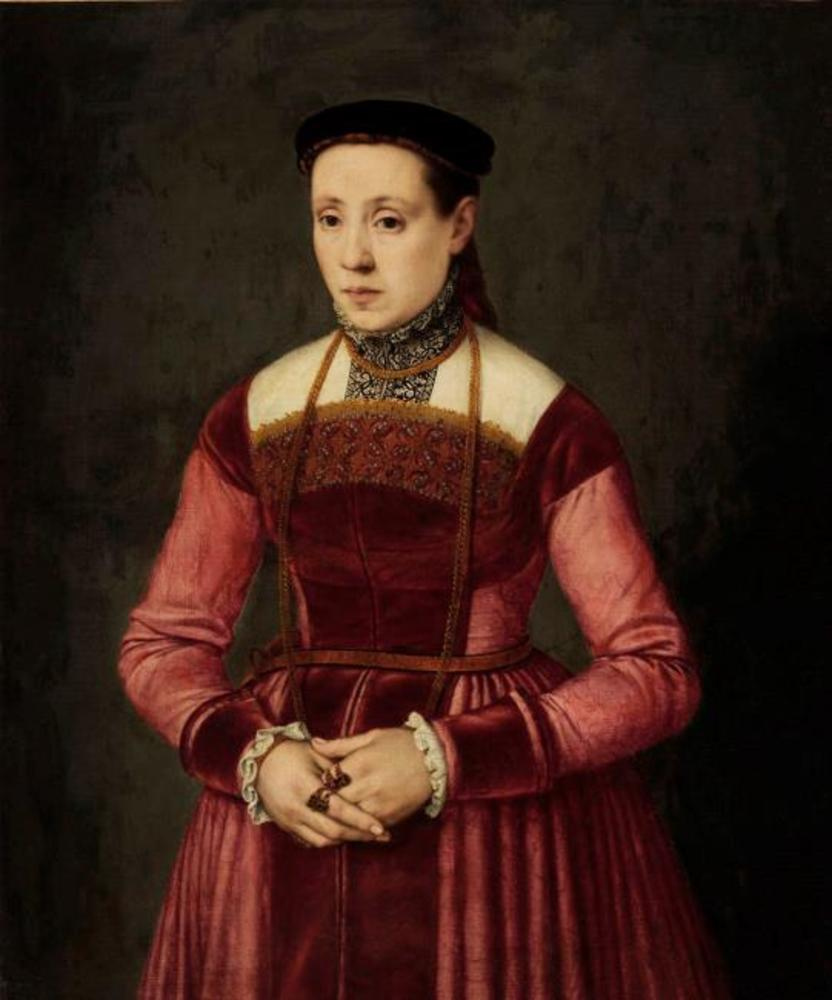
Ehefrau des Paulus I. Behaim
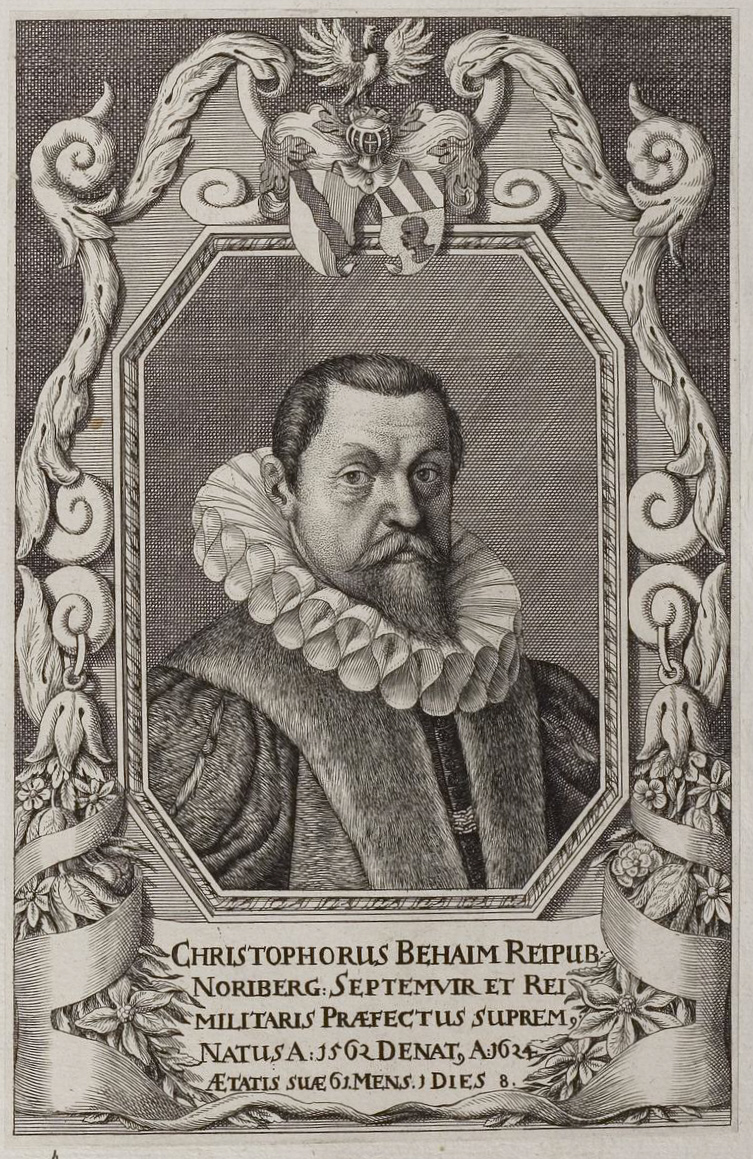
Christoph Behaim (1562–1624), Septemvir
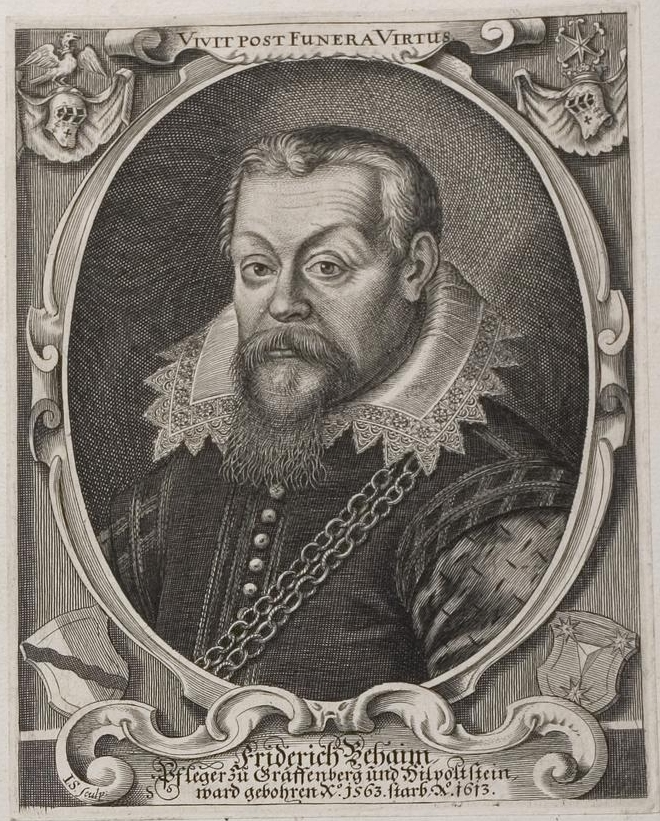
Friedrich Behaim (1563–1613), Pfleger zu Gräfenberg und Hilpoltstein
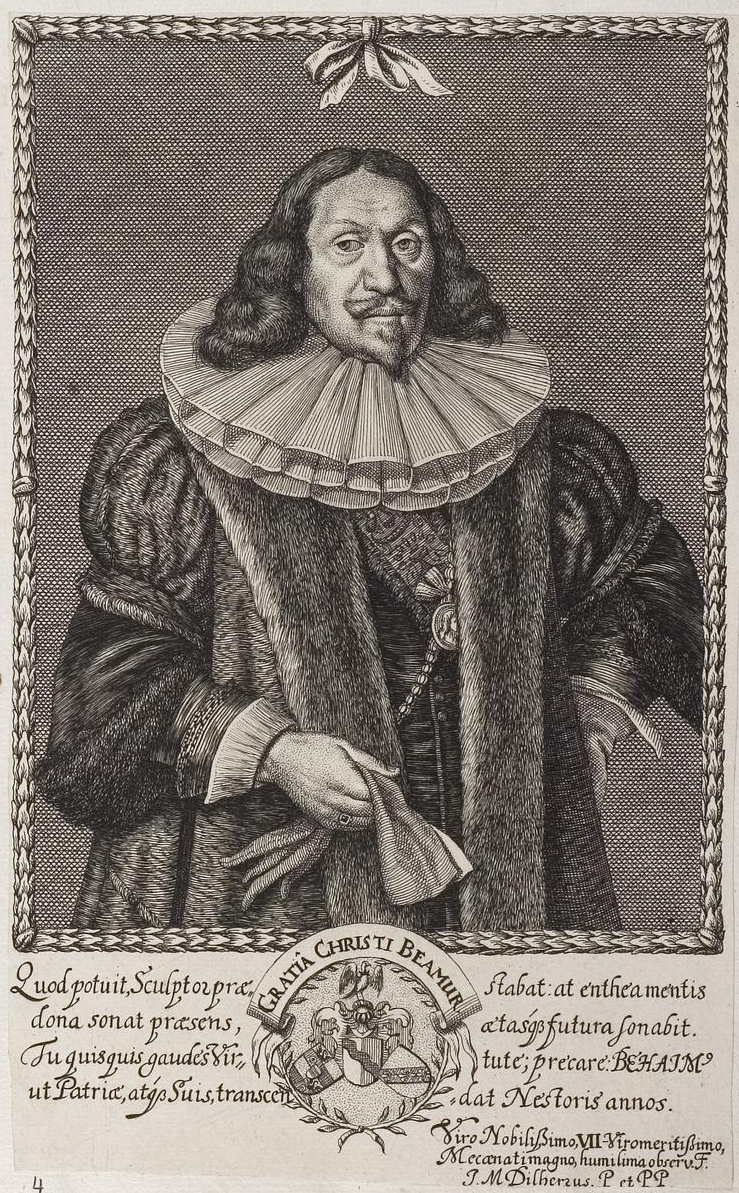
Georg Christoph Behaim (1599–1676), Ratsherr
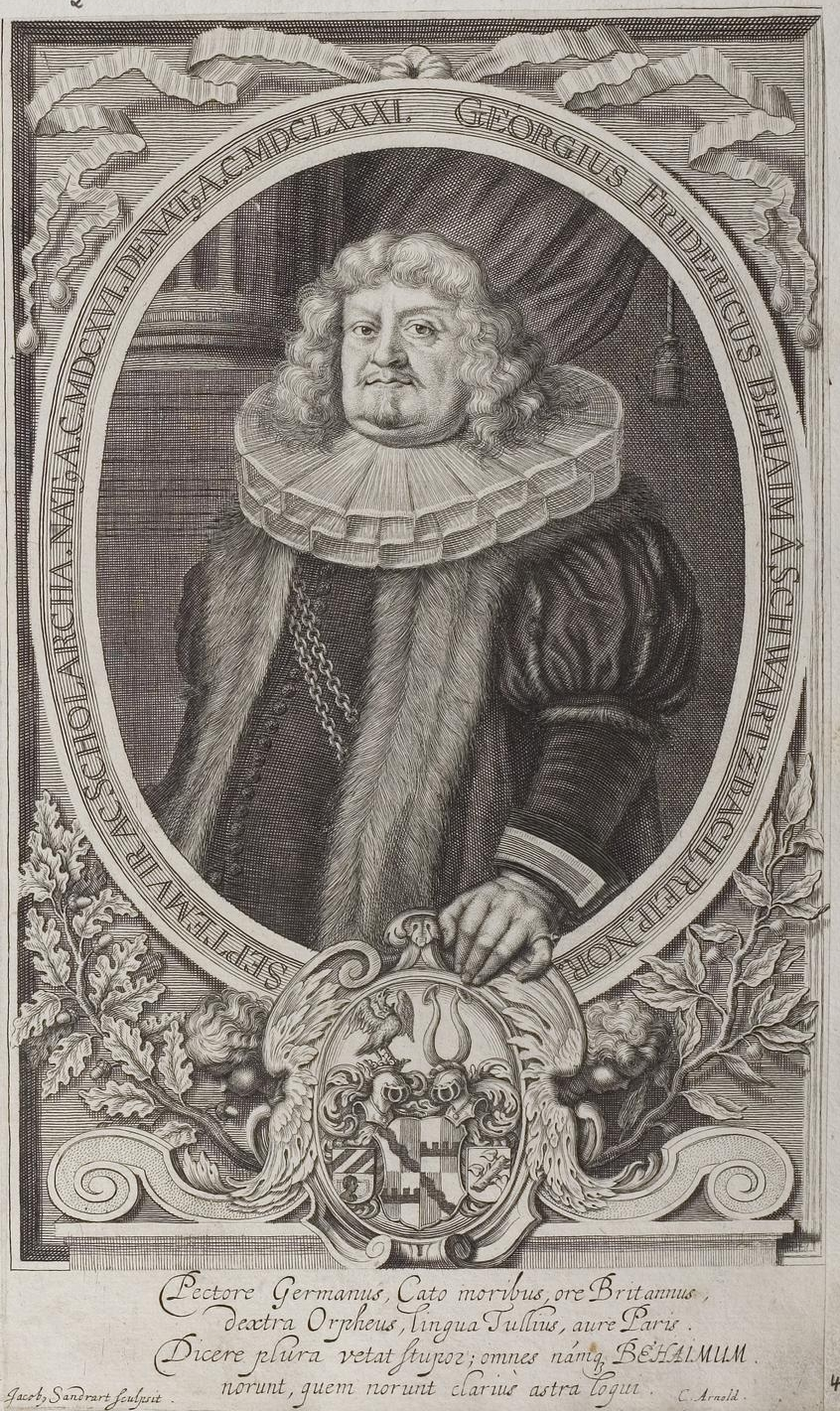
Georg Friedrich Behaim (1616–1681), Ratsherr, Kurator der Universität Altdorf
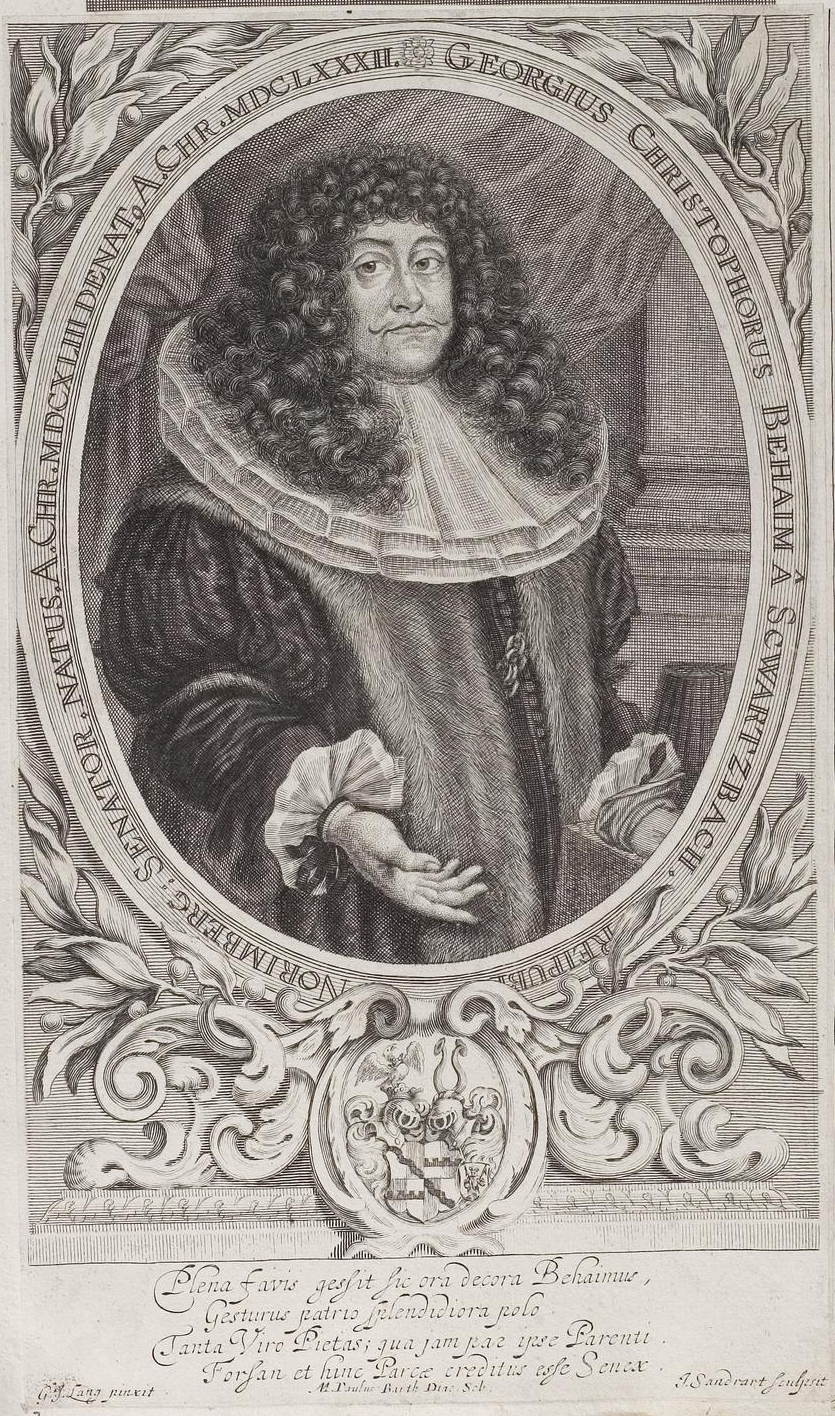
Georg Christoph Behaim (1643–1682), Ratsherr
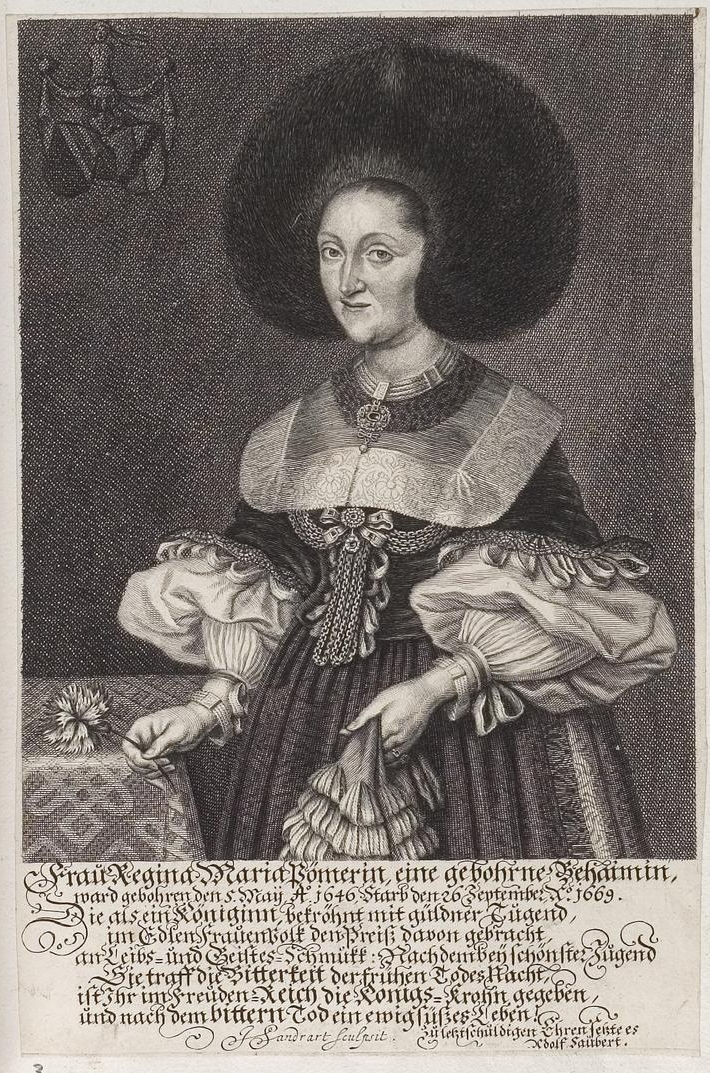
Regina Maria Pömer geb. Behaim (1646–1669)
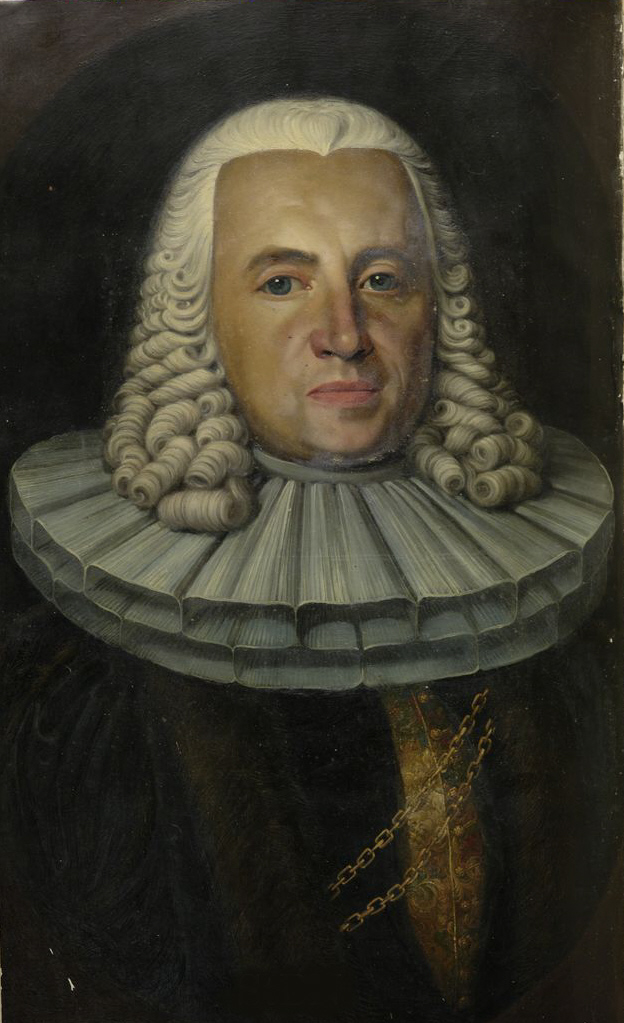
Carl Friedrich Behaim von Schwarzenbach, Pfleger der Landauerschen Zwölfbrüderstiftung (1760)

- Hans Beheim der Ältere (1455/60–1538), Nürnberger Steinmetz und Stadtbaumeister aus einer angesehenen, aber nicht ratsfähigen Familie von Baumeistern und Geschützgießern gehörte nicht zum Patriziergeschlecht, ebenso der Wiener Uhrmacher Caspar Behaim (aktiv 1568–84). Zeitgenössisch variierten die Schreibweisen, später jedoch schrieb man zur Unterscheidung die Patrizier Behaim und die Baumeister Beheim.

## Wappen

### Stammwappen
Blasonierung: Von Silber und Rot gespalten mit einem schräglinken schwarzen Fluss (Wellenschrägbalken).
Anlässlich der Erhebung von Christoph Jakob Behaim und seinem Bruder in den Freiherrenstand 1681 fehlte eine Grundherrschaft, nach der er sich nennen konnte. So griff man auf das Wappensymbol zurück und fand den Namen Schwarzbach passend. Die angebliche Herkunft der Familie aus Böhmen (worauf der Name Behaim hindeutet) ließ einen Bezug auf einen gleichnamigen Ort in Böhmen finden, mit dem die Familie jedoch nichts zu tun hatte und der eine rein fiktive Herkunfts- oder Herrschaftsbezeichnung blieb. Nach der Übernahme des Stiftungsgutes Kirchensittenbach 1780 kam der zweite Name hinzu, diesmal mit realem Bezug.

### Gemehrtes Wappen
Blasonierung: Schild geviert mit Mittelschild. Im goldenen Mittelschilde der kaiserliche, schwarze Doppeladler, 1 von Silber und Rot und 4 von Rot und Silber der Länge nach geteilt, mit einem schrägrechten, schwarzen Fluss (Stammwappen) und 2 von Silber und Roth und 3 von Roth und Silber der Länge nach geteilt mit einer schwarzen, oben viermal gezinnten Mauer oder Querbalken (Wappen des erloschenen Geschlechte der Behaim von Abensberg).

### Abbildungen

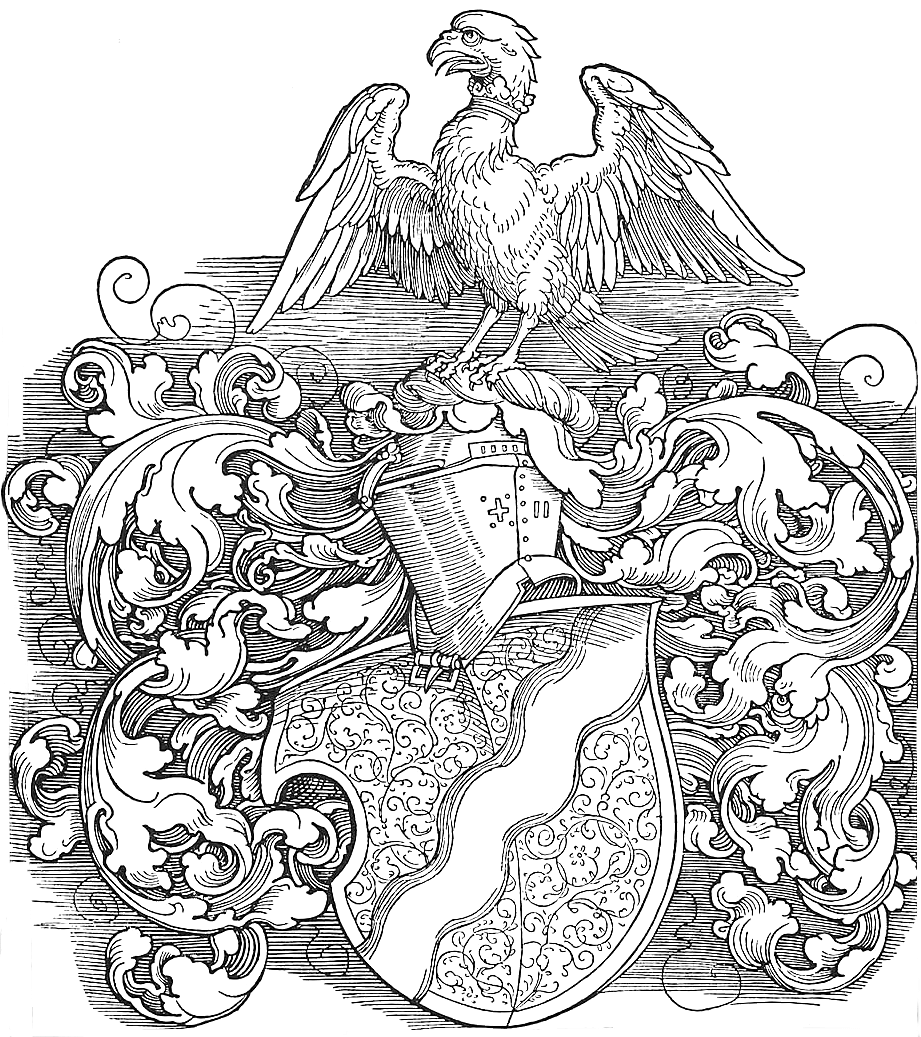
Stammwappen des Michel Beheim (Michel Behaim VII., Ratsherr und Baumeister der Stadt Nürnberg), Holzschnitt; Albrecht Dürer, ca. 1509
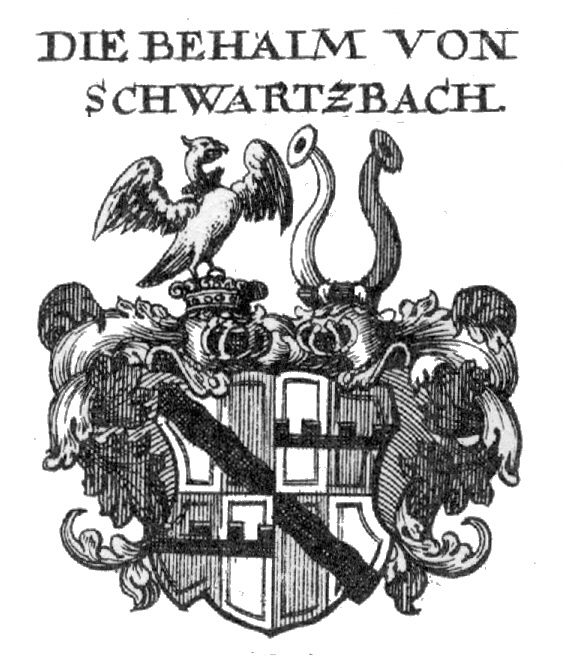
Gemehrtes Wappen der Behaim von Schwartzbach, Siebmacher
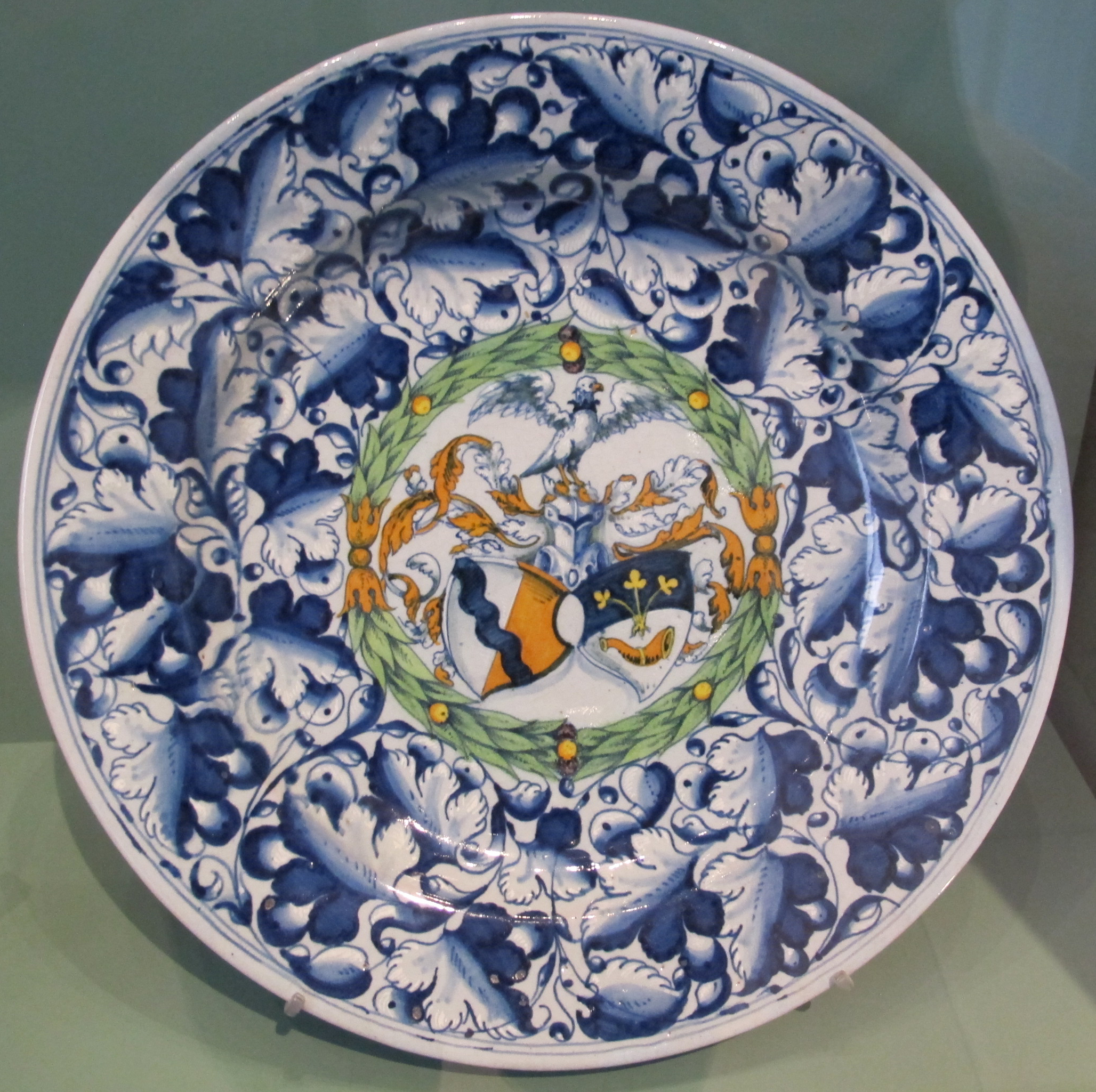
Venezianischer Teller mit den Allianzwappen der Behaim und Kötzler, 1550
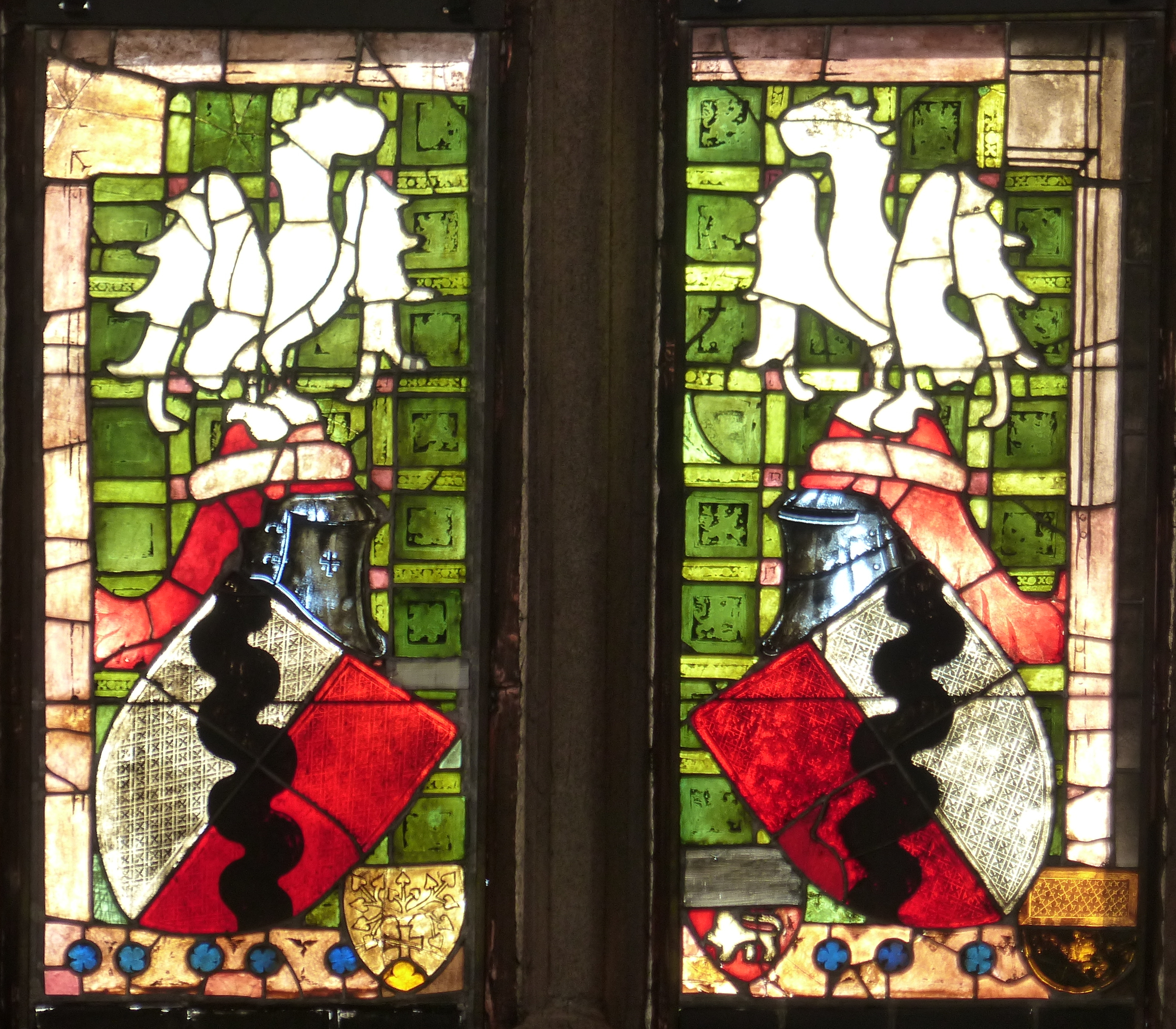
Behaim-Fenster in St. Sebald (Nürnberg)
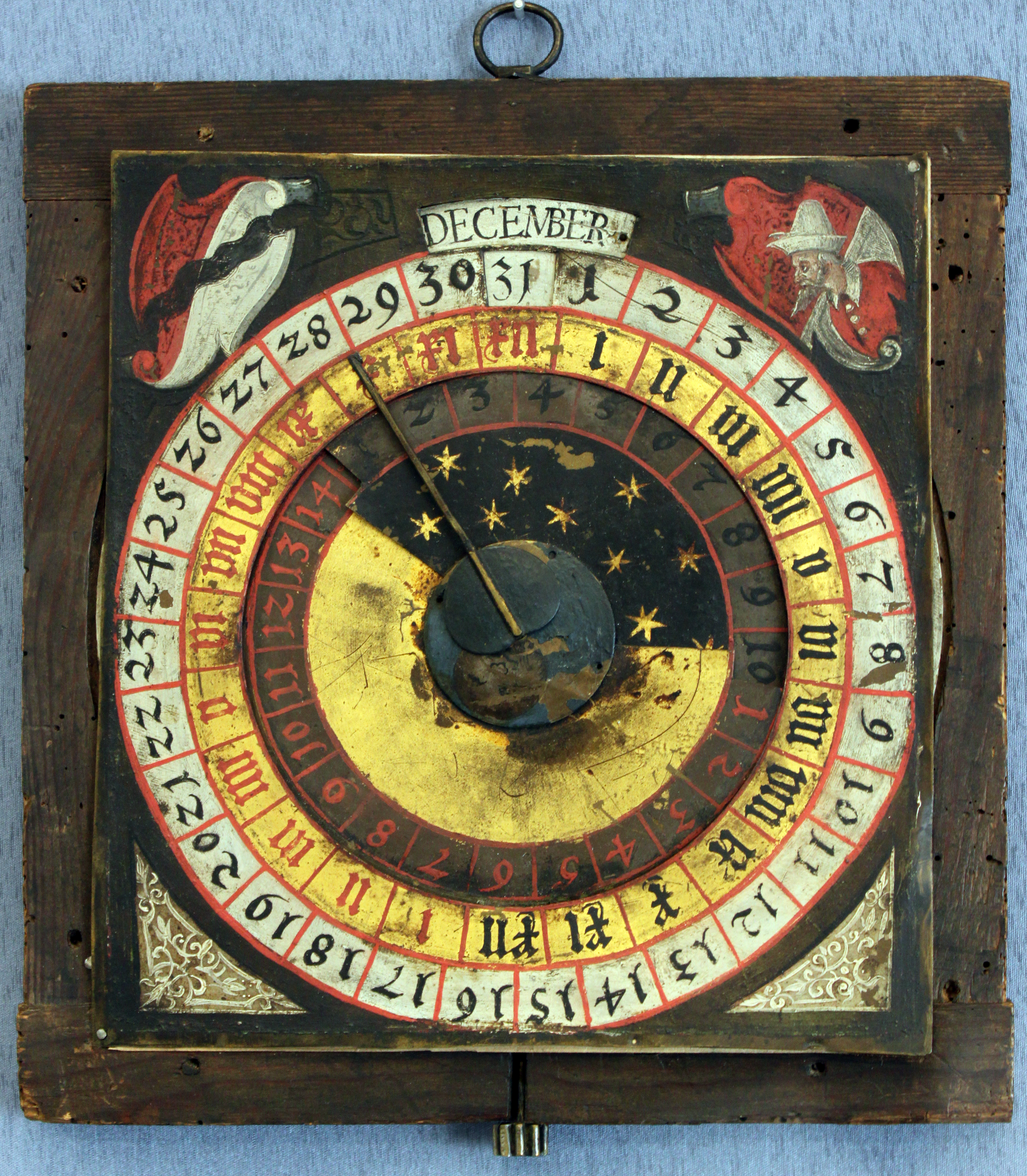
Nürnberger kalendarisches Rechengerät mit Behaim-Wappen, 1588 (Germanisches Nationalmuseum)
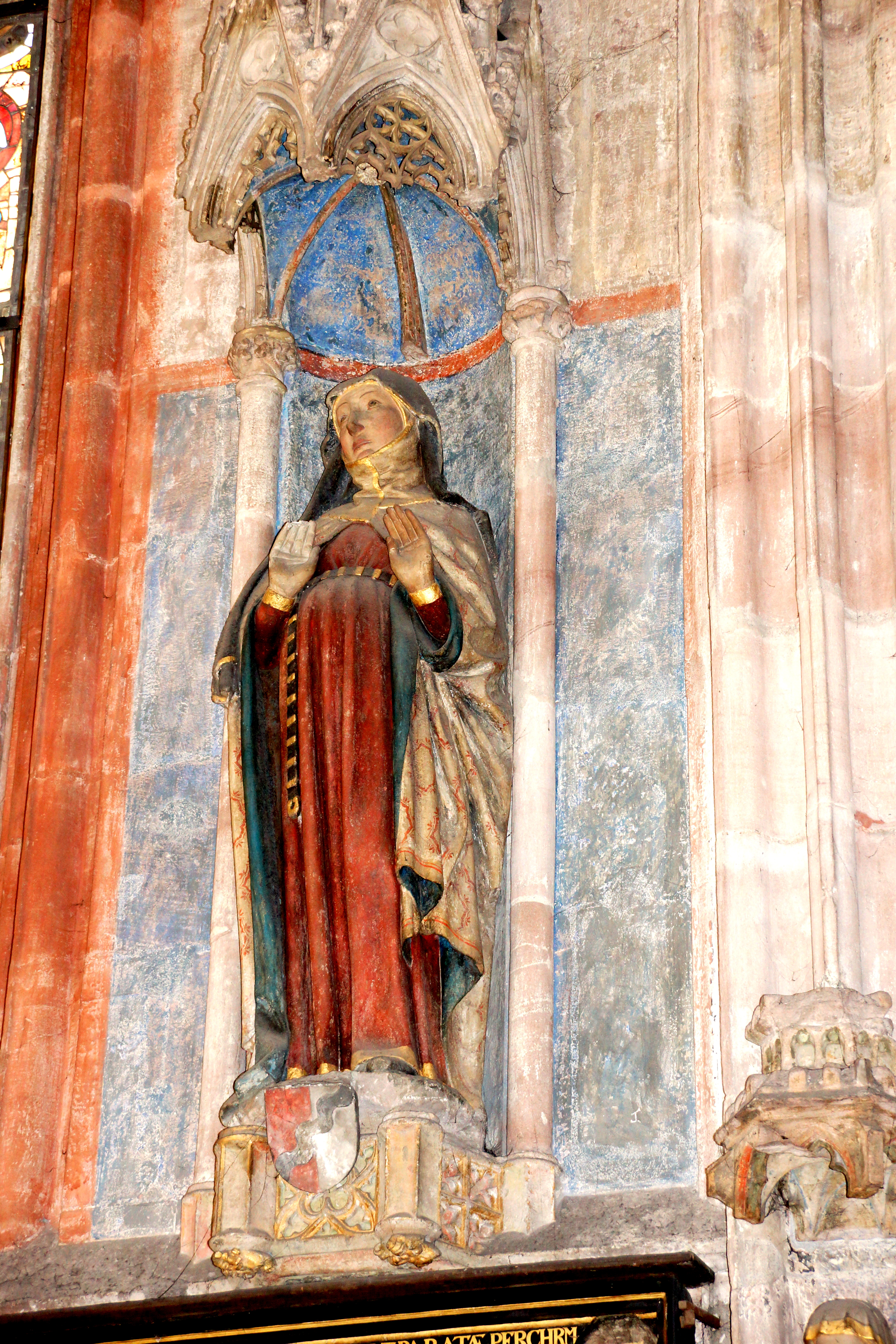
Figur mit Stifterwappen, Sebalduskirche
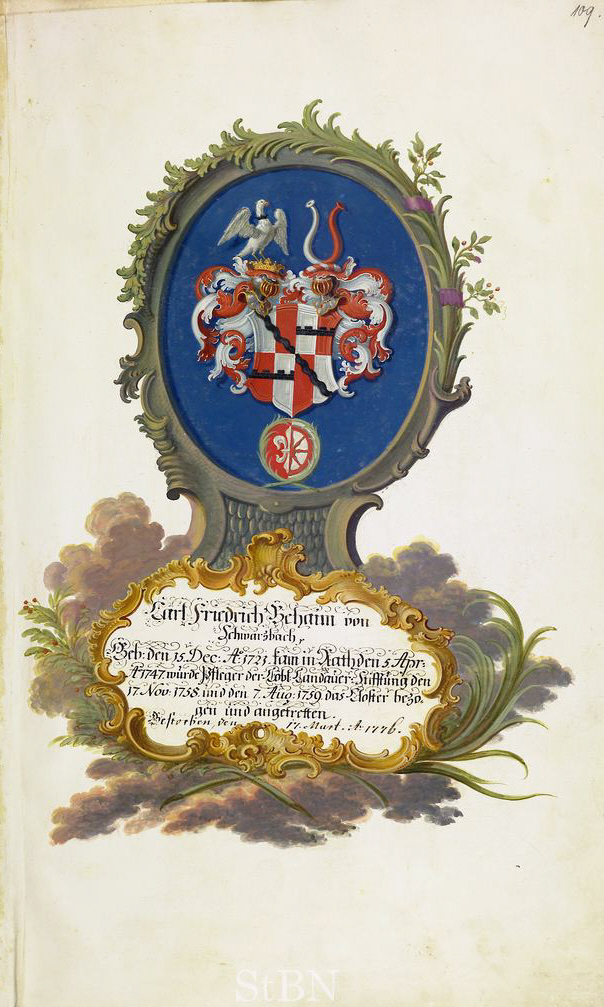
Wappen des Carl Friedrich Behaim von Schwarzbach als Pfleger der Landauerschen Zwölfbrüderstiftung (1758)
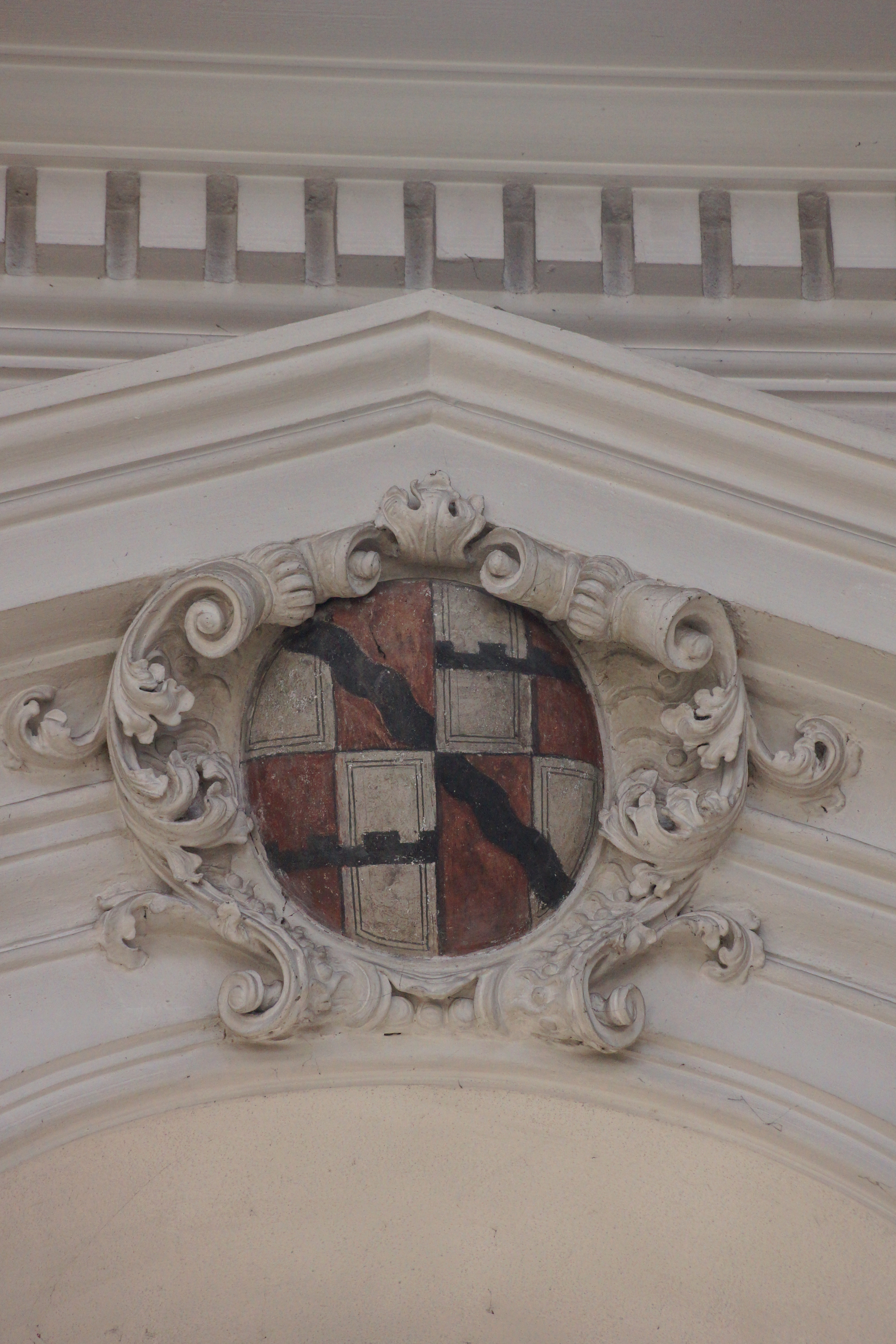
Wappen Egidienkirche

## Stiftungen

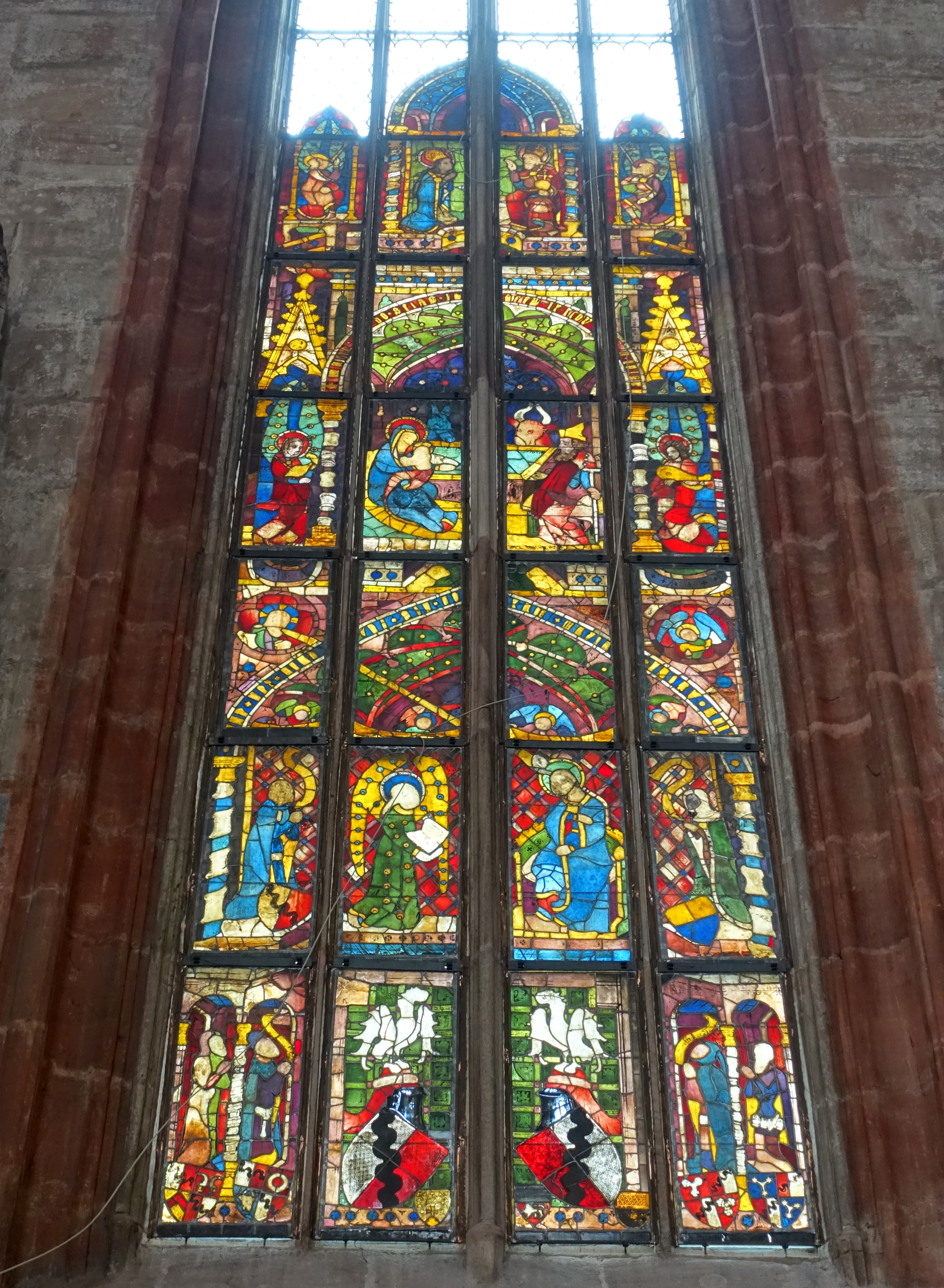
Behaim-Fenster in der Sebaldskirche (um 1380)

- Behaim-Fenster im Ostchor der Sebaldskirche, mit Szenen aus dem Marienleben, gestiftet zwischen 1379 und 1388[9]
- Stiftung für 100 arme Männer und 100 arme Frauen, von Georg Friedrich Behaim von Schwarzbach und seine Witwe Barbara Helena, geborene von Praun
- Stipendien für vier Studenten, von Georg Friedrich Behaim
- Stiftung für das Reiche Almosen des Stadtalmosenamts, von Michael Behaim
- Behaim-Pfründe in der Katharinenkirche
- Behaimsche Fräulein- oder Präbenden-Stiftung
- Christoph-Wilhelm-Friedrich-Behaim-Stiftung
- Stipendienstiftung der Susanna Sabina Tucher, geborene Behaim